# Estación de Villarejo
Villarejo es una estación en superficie de la línea 1 del Metro de Granada, situada en el límite entre los distritos Beiro y Chana de la ciudad de Granada.

## Situación
La estación se encuentra situada en el extremo sur del distrito de la Chana, localizado en el noreste de la ciudad. Una de sus principales funciones es dar servicio al barrio de Angustias-Chana-Encina, así como a la zona oriental del barrio Pajaritos, un área principalmente mayoritariamente residencial donde predominan las viviendas de alta densidad y el pequeño comercio.
Frente a ella se localizan los talleres de mantenimiento ferroviario de Andalucía Oriental de Renfe Integria y a 500 metros de ella se encuentra el Estadio de la Juventud, el mayor complejo polideportivo público de la ciudad.

## Características y servicios

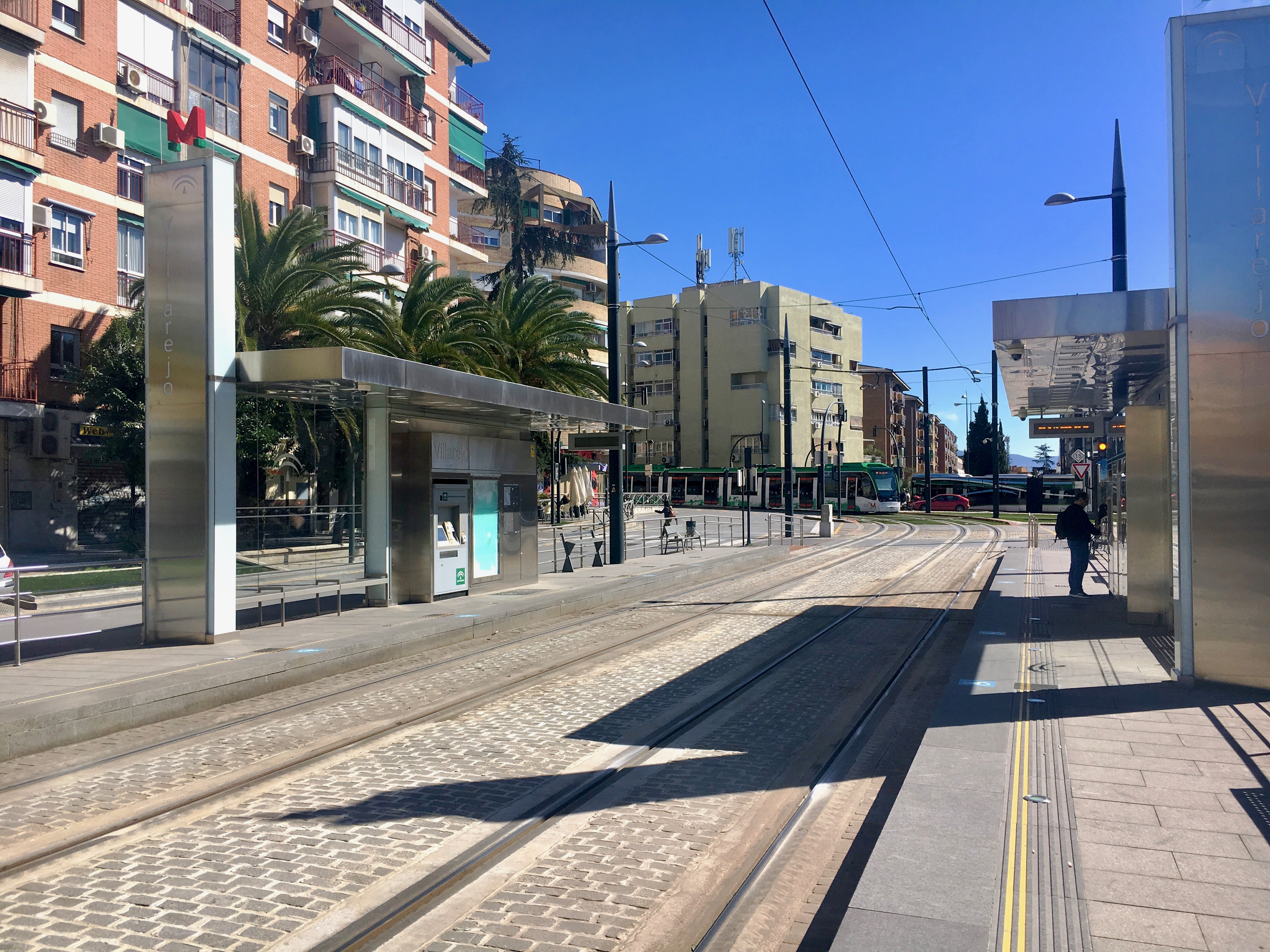
Andén de la línea 1 de Villarejo en sentido Armilla.

La configuración de la estación es de dos andenes laterales de 65 metros de longitud con sendas vías, una por cada sentido. La arquitectura de la estación se dispone en forma de doble marquesina a ambos lados, con un techo y elementos arquitectónicos y decorativos en acero y cristal. Está integrada en la calle Cruz del Sur formando un bulevar peatonal en la intersección de esta con la Avenida de Andalucía y la Avenida del Sur. A esta zona se la conoce popularmente con el nombre de «Villarejo», del cual recibe su nombre.
La estación es accesible a personas con movilidad reducida, tiene elementos arquitectónicos de accesibilidad a personas invidentes y máquinas automáticas para la compra de títulos de transporte. También dispone de paneles electrónicos de información al viajero y megafonía.

## Intermodalidad
Villarejo es un nexo importante para la intermodalidad con otros medios de transporte público, en especial en cuanto a la red interurbana se refiere. La infraestructura de la propia estación incorpora un aparcamiento para bicicletas.
Frente a la estación se encuentra la parada «Villarejo» de la Línea 4 de la red de autobuses urbanos de Granada, la principal de la red y cuya función es conectar los extremos de la ciudad con el centro histórico, complementando el trazado del metropolitano. También dan servicio algunas de las líneas Norte.
A escasos metros, en la Avenida de Andalucía se encuentra una de las principales paradas de la red de buses interurbanos del Consorcio de Transportes de Granada. En esta, dan servicio las líneas metropolitanas que conectan con los municipios de Maracena, Atarfe, Santa Fe, Cúllar Vega, Pinos Puente, Chauchina, Fuente Vaqueros, Láchar o Valderrubio.